# Dukandam

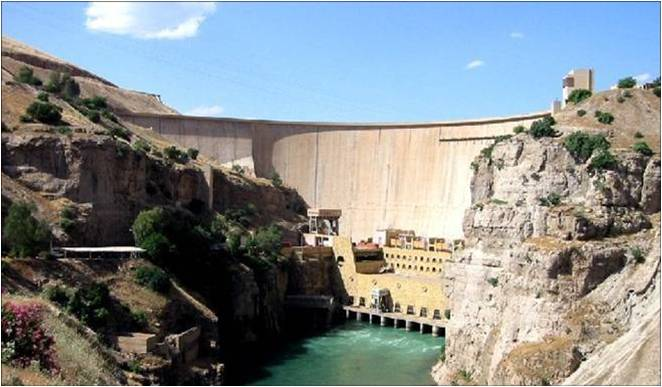
Dukandam

De Dukandam is een multifunctionele betonnen boogdam in Sulaymaniyah Gouvernement in Irak. Hij is in de Kleine Zab gebouwd en erachter ligt het Dukanmeer. De dam werd gebouwd tussen 1954 en 1959. De bijbehorende waterkrachtcentrale kwam gereed in 1979. De dam is 360 meter lang en 116,5 meter hoog. De waterkrachtcentrale heeft een maximumcapaciteit van 400 MW.